# اللر الفيلية
اللر الفيلية مجموعة من قبائل اللر المتمركزة في محافظة لرستان الإيرانية، ويتحدثون لهجة قريبة من الفارسية المعيارية.